# Dzmitryj Płatnicki
Dzmitryj Anatoljewicz Płatnicki (biał.: Дзмітрый Анатольевіч Платніцкі; ros.: Дмитрий Анатольевич Плотницкий, Dmitrij Anatoljewicz Płotnicki; ur. 26 sierpnia 1988 w Brześciu) – białoruski lekkoatleta specjalizujący się w trójskoku.
Czwarty zawodnik mistrzostw świata juniorów z 2006. Brązowy medalista juniorskiego czempionatu Europy z Hengelo (2007). W tym samym roku zajął 5. miejsce na uniwersjadzie w Bangkoku. Bez powodzenia startował w 2008 na igrzyskach olimpijskich w Pekinie. Szósty zawodnik młodzieżowych mistrzostw Europy z 2009. W 2010 nie przeszedł przez eliminacje podczas mistrzostw Starego Kontynentu w Barcelonie. Rok później zajął 5. miejsce podczas światowych wojskowych igrzysk sportowych w Rio de Janeiro. W 2012 był siódmy na mistrzostwach Europy i dwunasty na igrzyskach olimpijskich w Londynie. W 2014 zajął 11. miejsce na mistrzostwach Starego Kontynentu w Zurychu. Wielokrotny medalista mistrzostw Białorusi i reprezentant kraju w pucharze Europy oraz drużynowym czempionacie Europy.
Płatnicki jest aktualnym rekordzistą Białorusi juniorów w trójskoku na stadionie (16,62) i w hali (16,40).
Rekordy życiowe: stadion – 16,91 (22 maja 2010, Brześć); hala – 16,65 (20 lutego 2015, Mohylew).

## Osiągnięcia
| Rok  | Impreza                                 | Miejsce        | Lokata            | Wynik (m) |
| ---- | --------------------------------------- | -------------- | ----------------- | --------- |
| 2006 | Mistrzostwa świata juniorów             | Pekin          | 4. miejsce        | 16,16     |
| 2007 | Mistrzostwa Europy juniorów             | Hengelo        | 3. miejsce        | 16,49     |
| 2007 | Uniwersjada                             | Bangkok        | 5. miejsce        | 16,50     |
| 2008 | I liga pucharu Europy                   | Leiria         | 2. miejsce        | 16,42     |
| 2008 | Igrzyska olimpijskie                    | Pekin          | el. – 27. miejsce | 16,51     |
| 2009 | I liga drużynowych mistrzostw Europy    | Bergen         | 3. miejsce        | 16,32     |
| 2009 | Młodzieżowe mistrzostwa Europy          | Kowno          | 6. miejsce        | 16,53     |
| 2010 | Superliga drużynowych mistrzostw Europy | Bergen         | 6. miejsce        | 16,54     |
| 2010 | Mistrzostwa Europy                      | Barcelona      | el. – 23. miejsce | 15,95     |
| 2011 | Superliga drużynowych mistrzostw Europy | Sztokholm      | 2. miejsce        | 16,81     |
| 2011 | Światowe wojskowe igrzyska sportowe     | Rio de Janeiro | 5. miejsce        | 16,27     |
| 2012 | Mistrzostwa Europy                      | Helsinki       | 7. miejsce        | 16,68     |
| 2012 | Igrzyska olimpijskie                    | Londyn         | 12. miejsce       | 16,19     |
| 2014 | Mistrzostwa Europy                      | Zurych         | 11. miejsce       | 16,25     |
| 2015 | Halowe mistrzostwa Europy               | Praga          | 7. miejsce        | 16,43     |
| 2016 | Mistrzostwa Europy                      | Amsterdam      | 11. miejsce       | 16,18     |
| 2016 | Igrzyska olimpijskie                    | Rio de Janeiro | el. – 19. miejsce | 16,52     |
| 2017 | Superliga drużynowych mistrzostw Europy | Lille          | 6. miejsce        | 16,52     |